# آدامانتی‌سور
آدامانتی‌سور (نام علمی: Adamantisaurus) نام یک سرده از زیرراسته سوسمارپاشکلان است.